# Пулау-Убін

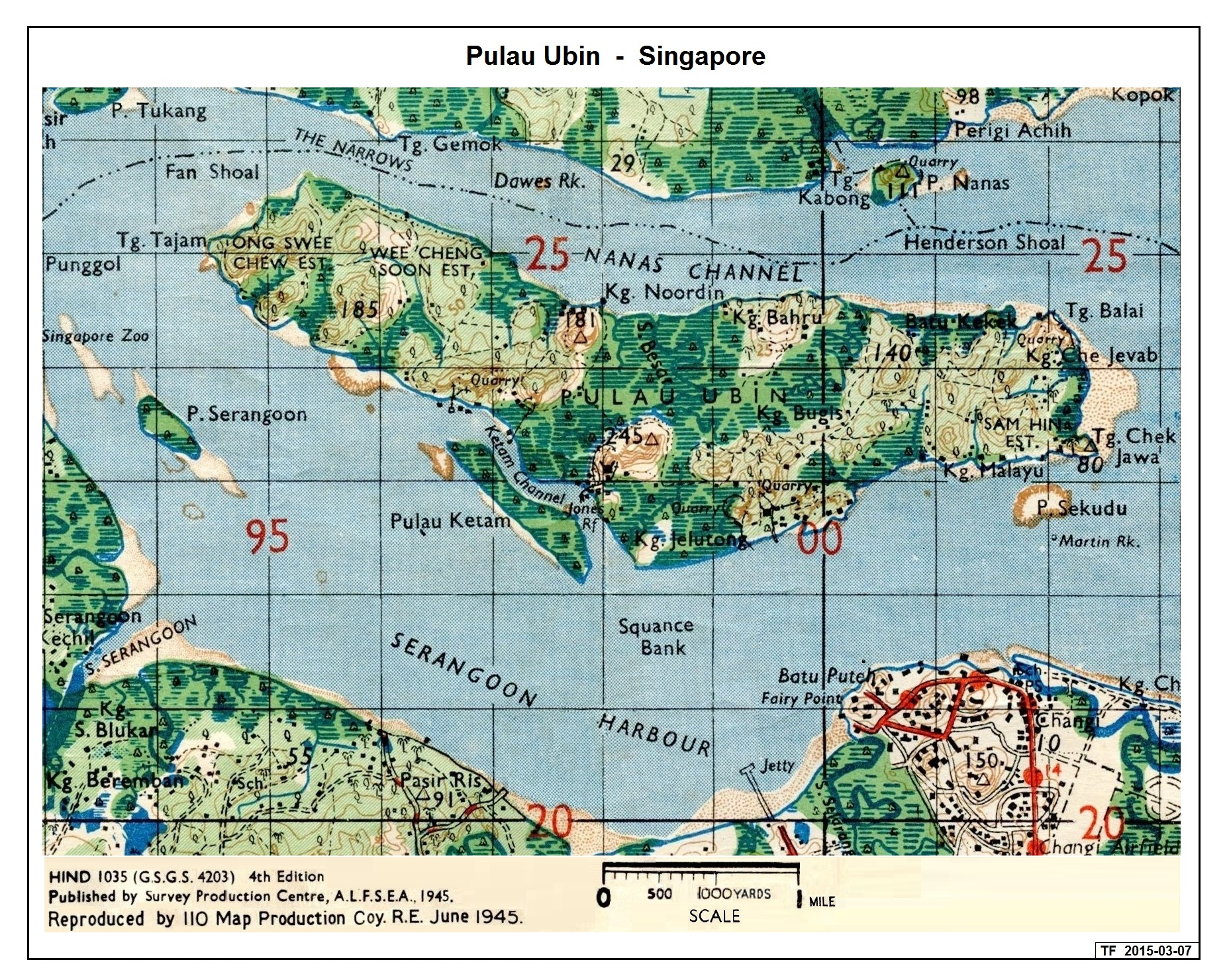
З карти Сингапуру — 1945

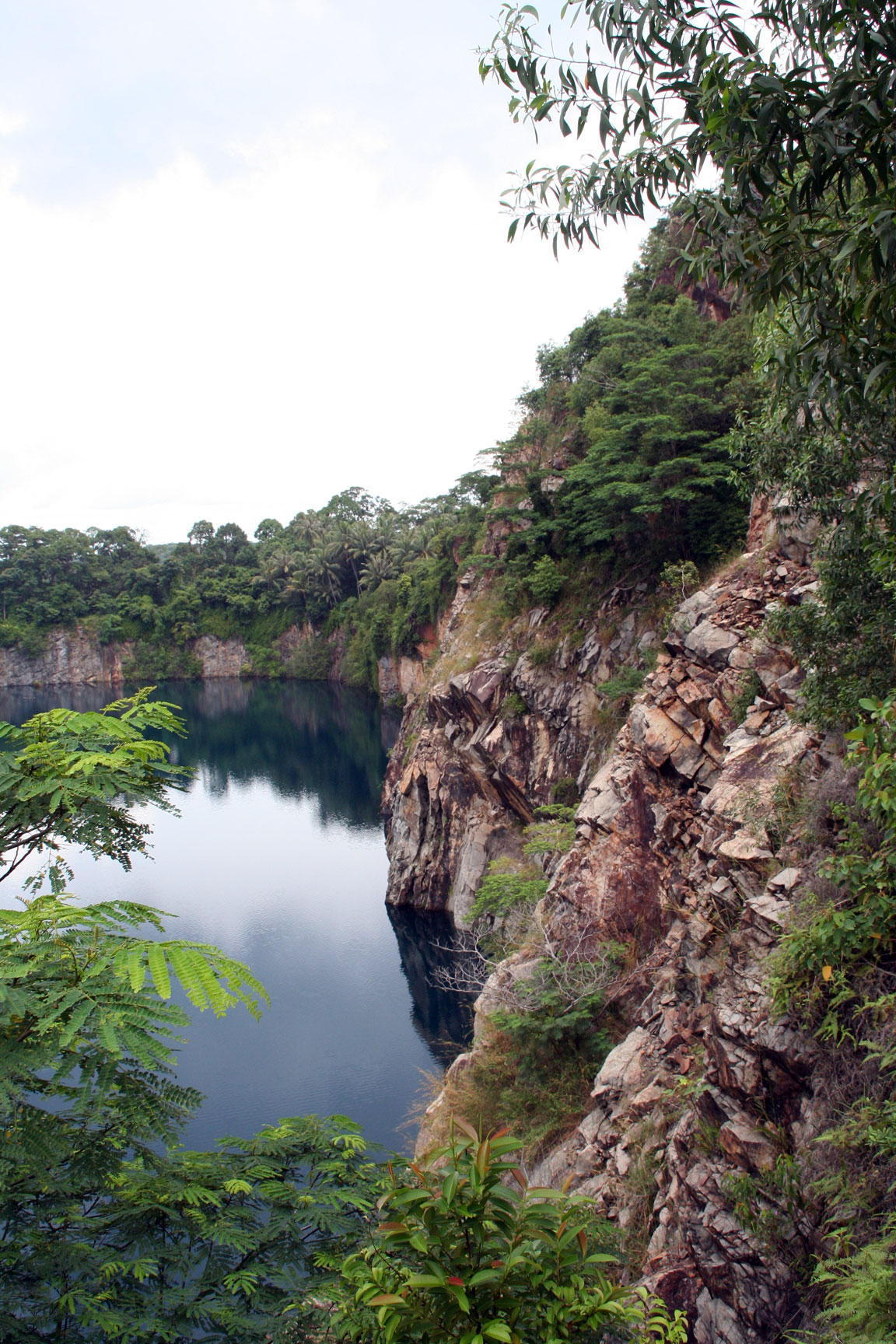
Занедбаний кар'єр на Пулау Убін.

Пулау-Убін, також відомий як Убін — острів, розташований на північному сході Сінгапуру, на захід від Пулау Теконг. Видобуток граніту давав роботу кільком тисячам мешканців острова у 1960ті, але зараз там мешкає приблизно 100 осіб. Це одна з останніх сільських районів, які можна знайти в Сінгапурі, з великою кількістю природної флори та фауни. Острів є частиною Важливої пташиної зони Убін-Хатіба, визначений BirdLife International, оскільки вона підтримує значну кількість візитних і резидентних птахів, деякі з яких є під загрозою вимирання.

## Етимологія
Назва «Пулау-Убін» з малайскої буквально означає «Гранітний острів», що пояснює багато залишених там гранітних кар'єрів. Пулау означає «острів», а Убін — яванський термін для «квадратного каменю». До малайців, острів був відомий як Пулау-Бату-Убін, або «Острів гранітного каменю». Камні на острові використовувались, щоб робити  плитку для підлоги та отримали назву Йубін, яку потім скоротили до Убін. Найвища точка — Букіт-Пуака (пагорб Пуака) має висоту 75 м. 

## Легенда
Легенда свідчить про те, що Пулау-Убін утворився, коли три тварини з Сінгапуру (жаба, свиня та слон) кинули виклик один одному на перегони, щоб дістатися до берегів Джохору. Тварини, які зазнали поразки, перетворилися на камінь. Всі троє зіткнулися з багатьма труднощами і не змогли дістатися до берегів Джохору. Тому слон і свиня разом перетворилися на Палау-Убін, а жаба стала Палау-Секуду (Жаб'ячим островом).

## Історія
Пулау-Убін вперше з'явився на карті в 1828 році та був позначений як Пуло Обин, а на карті Франкліна і Джексона як По. Убін 

### Кар'єри
С часу заснування Сінгапуру Великою Британією, острів був відомий своїм гранітом. Численні гранітні кар'єри на острові забезпечують місцеву будівельну галузь. Гранітні виходи є особливо вражаючими від моря, оскільки їх канавки і фліповані боки утворюють борозни і гребені на кожній гранітній скелі. Ці риси знімаються в картині Джона Тернбулла Томсона в 1850 р. — «Капли» на Пуло Убін біля Сінгапуру. 
Граніт з Пулау-Убін використовувався при будівництві Маяка Хорсбург. Дерев'яні човни тонгканги переправляли величезні кам'яні брили (розміром 9 на 6 метрів) від острова до Педра Бранка, місця розташування маяка у 1850—1851 роках.
Пізніше граніт також використовувався для будівництва Шосе Сінгапур-Джохор. Більшість кар'єрів сьогодні не функціонують, вони поступово вкриваються  рослинністю або заповнюються водою. Основними заняттями мешканців острова в минулому, крім землеробства, були фермерство та рибальство. 
У 70-х роках, коли гранітні кар'єри закрилися, і робочі місця зменшилися, жителі почали залишати острів.

### Людські поселення

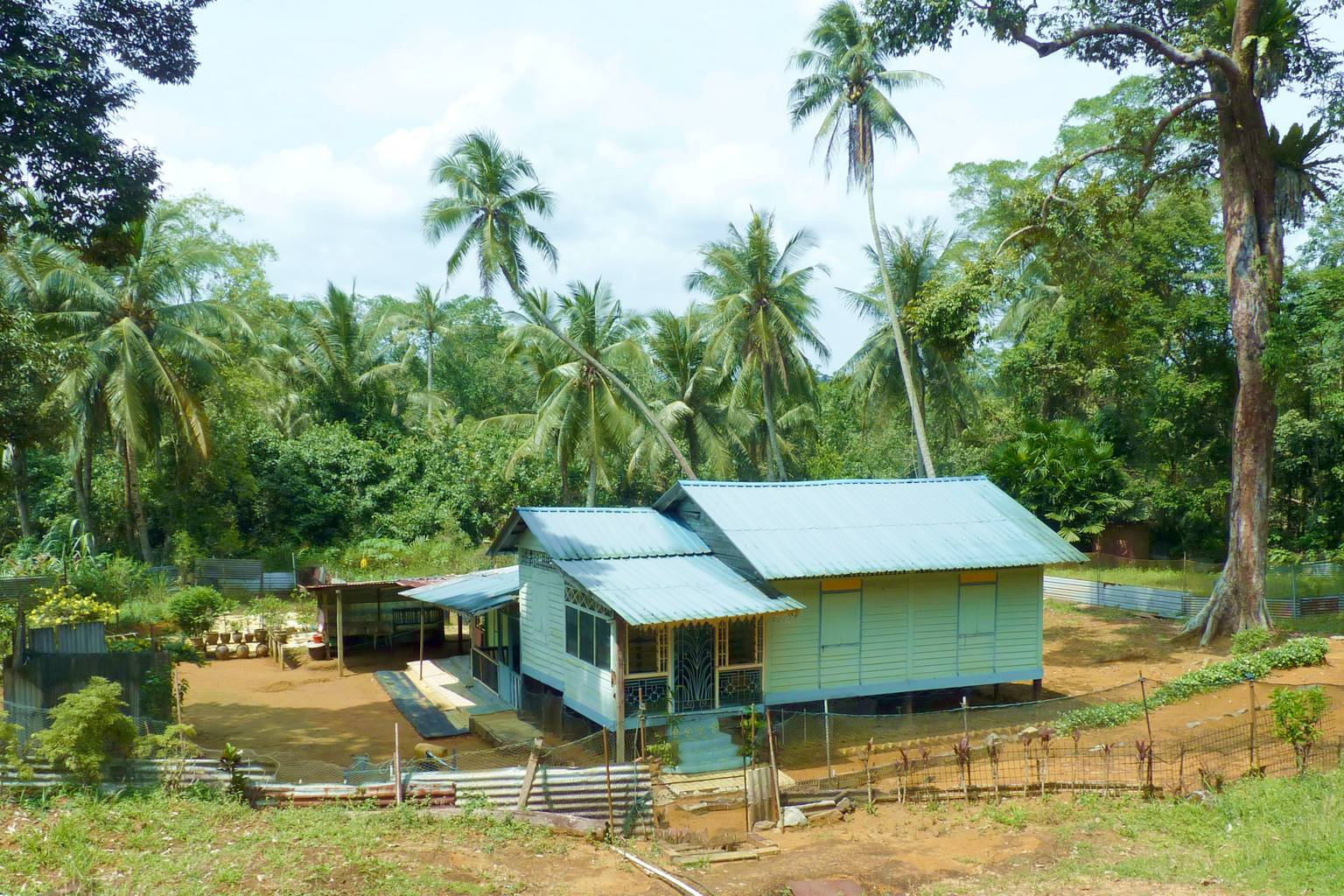
Традиційний дім кампонг на Пулау-Убін.

У 1880-х рр. кілька малайців, очолюваних Ендут Сеніном, з річки Калланг переїхали на острів, і заснували малайську громаду на острові.
Багато хто з колишніх (village)|кампонгів на Пулау-Убін  були або названі на честь першої особи, яка поселилася в кампонзі або деякої діяльності в цьому районі. Кампонг Леман був названий Леманом; Кампонг Чік Ява сингапурцем на честь Яви; Кампонг Джелутонг на честь людей з Чангі і дерева джелутонг.
Протягом 1950-х та 1970-х років на острові проживало близько 2 тисяч чоловік, а школа Бін Кінга була заснована в 1952 році у зв'язку зі збільшенням кількості дітей з грошових надбань китайського мешканця. Уроки до цього  проводилися на сходах. Зі студентами, яких колись налічували 400, зарахування в школу зменшилося, коли розвинувся материковий регіон Сінгапуру. Школа була закрита у 1985 році і була зруйнована 2 квітня 2000 року. У 1956 році було засновано приватну малайську школу в Кампунг-Мелаю, яка була закрита наприкінці 1970-х років.

## Теперішній час

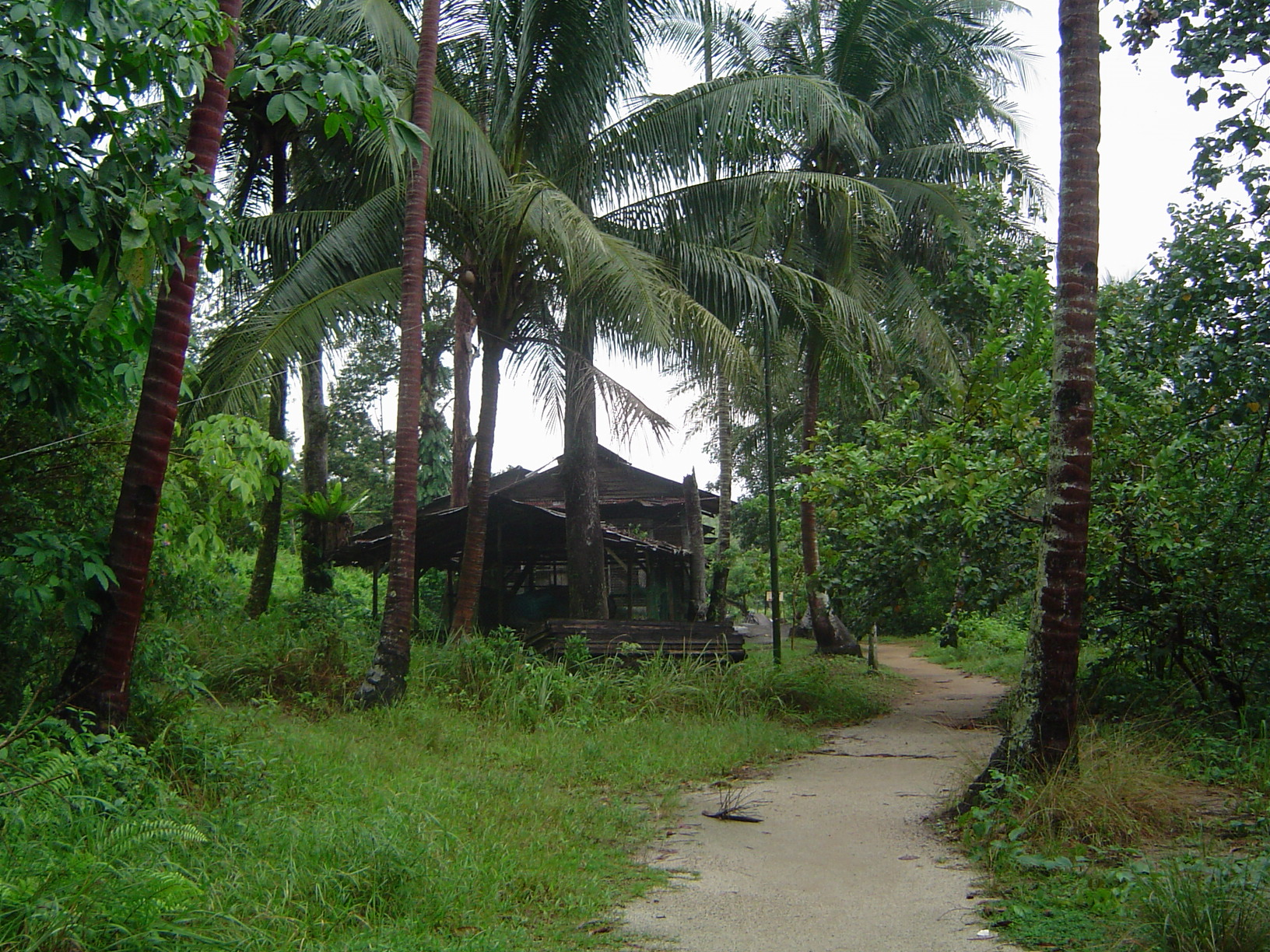
Палау Убін е одним з небагатьох місць у Сінгапурі, який в значній мірі є вільним від міського розвитку.

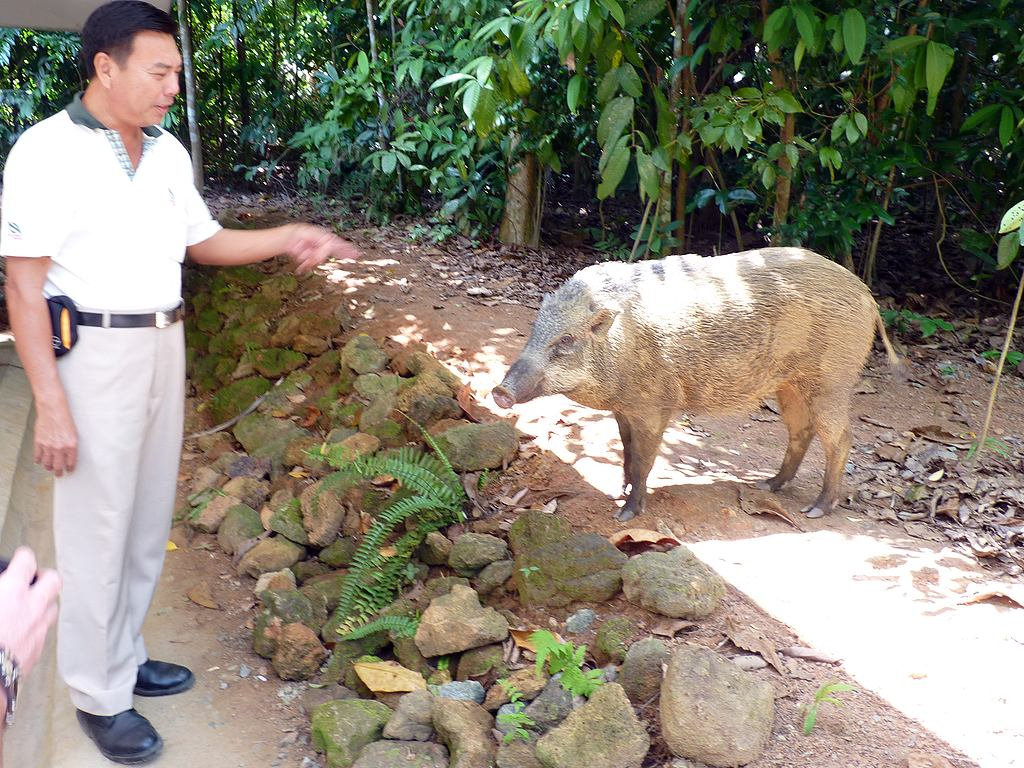
Приручений кабан на Пулау-Убін та його сторож.

Пулау-Убін — це одна з останніх районів Сінгапуру, яка збереглася від міського розвитку, бетонних будівель та шляхових доріг.
Дерев'яні села Пулау-Убін та дерев'яні притоки, розслаблені мешканці, багата і збережена дика природа, залишені кар'єри та плантації, а також незаймана природа роблять її останнім свідком старого сінгапурського kampong, який існував до сучасних індустріальних часів та великого міського розвитку. 

## Екологічні проекти

### Проект збереження птахів-носорогів

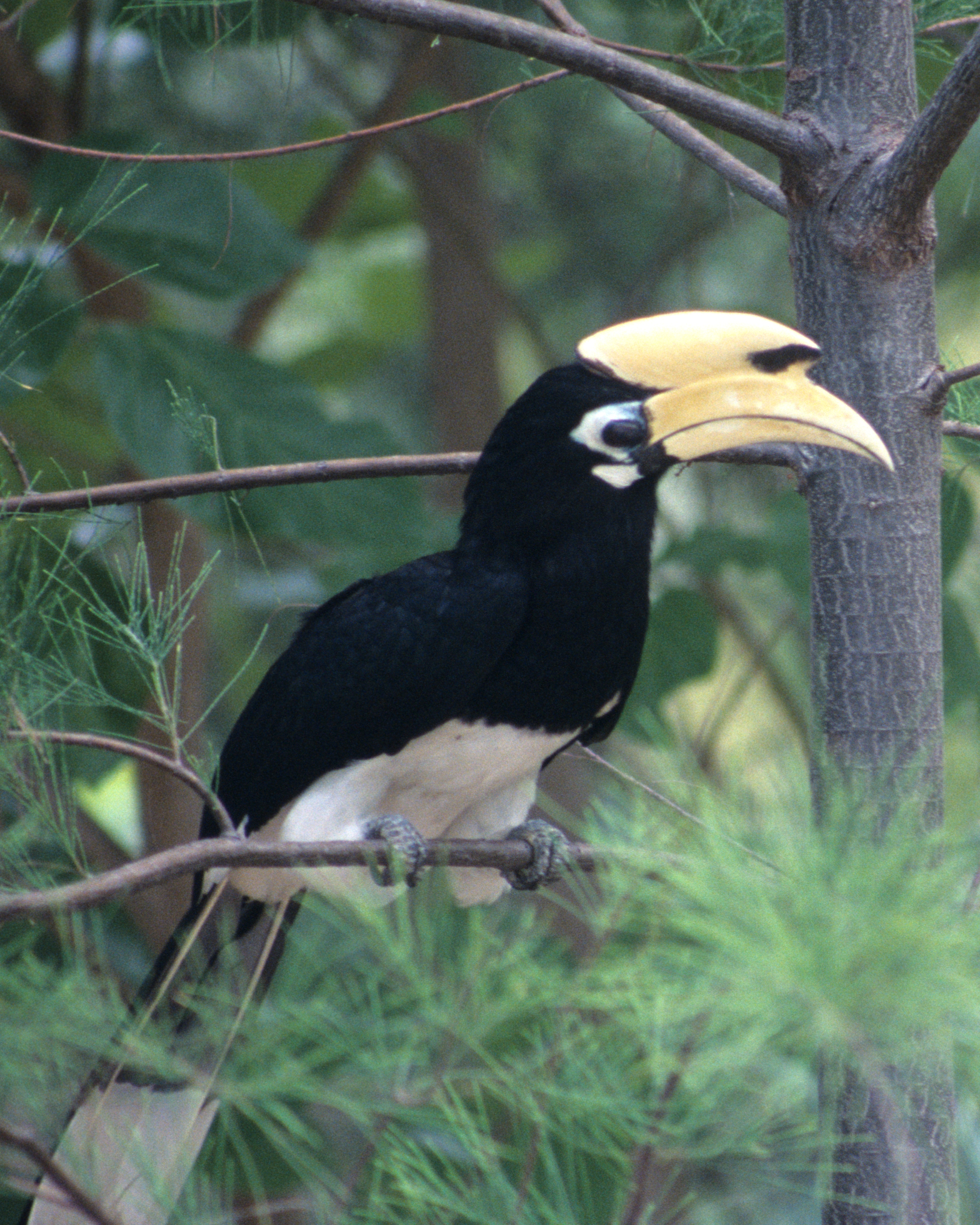
Двурогий калао, що відновив свою популяцію на Сінгапурі

Національний центр з біологічного різноманіття, у партнерстві з заповідниками дикої природи Сінгапура, Наньянським технологічним університетом, та дослідниками Марком Кремадесом та Н. Г. Зуном Чей реалізували Проект збереження птахів-носорогів, який допоміг розвезти та відновити  Oriental pied hornbill (Anthracoceros albirostris), який раніше був вимерлий в Сінгапурі, але з тих пір почав відновлюватися в таких місцях, як Пулау-Убін і Чангі.

## Зовнішні лінки
- National Parks Board — Pulau Ubin
- Pulau Ubin on wildsingapore latest happenings, how to get there, what to see and do, tips for visitors, galleries.
- Habitatnews blog about the island — Pulau Ubin Stories.